# 四至神
四至神（日语：ミヤノメグリノカミ）乃是位於日本三重縣伊勢市的神社名稱及其主祭神。該市有2座同名神社：一座為伊勢神宮豐受大神宮（俗稱外宮）所管社、另一座為伊勢神宮皇大神宮（俗稱内宮）所管社。

## 概要
「四至（（日語）しいし或しし）」乃是日本古代、中世對於領土四方位邊界的總稱，故四至神為外、內二宮宮域（或稱神域）的守護神。一般在神社內留有舉辦四至神祭儀的祭壇，至於沒有神殿的神社，則保留了磐座（（日語）いわくら）以便祭祀。

### 外宮之四至神
豐受大神宮（外宮）所管社的四至神坐鎮於九丈殿和五丈殿圍起之大庭（（日語）おおば），其中九丈殿南面較高的石階上植有一棵榊樹，顯得簡單素雅。榊樹的特徵是根部常盤據在石頭上，所以常有信徒跟著膜拜石頭，但這是錯誤的觀念。
《延曆儀式帳》記載一年內三度祭祀200餘座宮迴神（（日語）ミヤノメグリノカミ，發音同四至神），卻未明確指出在哪裡舉行。中古時代多本古籍記載祭祀四至神的神社殘餘44座，並於「宮中」祭祀，不過「宮中」究竟指哪裡則不明。近代則為「迴神16座」，每年2月和10月第一個午日在16座神社之石階前，以御幣和榊木祭祀之；大晦日當天則準備花榊和供品祭祀。然而，外宮境內的攝末社設置了很多遙拜用的砌石，跟祭拜四至神用的砌石相互混淆。為了解決這個問題，明治初年神社人員曾整理全部的砌石。但為了防止四至神祭儀中斷，明治4年（1871年）曾集合所有16座神社在九丈殿前的石階舉行；從此以後將該場所訂為祭儀舉行地點，且一年舉辦5次向四至神奉幣的儀式。

### 內宮之四至神
内宮所管社的四至神坐鎮於内宮神域內之五丈殿東方，並有2階較小的石階，上面祭祀著石神。跟外宮所管社的四至神一樣，後來內宮也集中祭祀四至神，並指定祭儀地點。

### 交通方式

#### 外宮之四至神
- 從JR東海參宮線、近鐵山田線的伊勢市車站南口（JR側）沿外宮參道（日语：外宮参道）徒步約5分鐘。
- 搭乘三重交通和西鐵高速巴士聯營之「伊勢先生EXPRESS福岡號（日语：お伊勢さんEXPRESS福岡号）（（日語）お伊勢さんEXPRESS福岡号）」、三重交通和三交伊勢志摩交通（日语：三交伊勢志摩交通）聯營之「保佑巴士（（日語）伊勢市コミュニティバス）」在「伊勢市車站前」站牌下車，徒步約5分鐘。
- 搭乘京都高速巴士或三重交通之巴士在「外宮前」站牌下車。
- 自伊勢自動車道伊勢西交流道（日语：伊勢西インターチェンジ）下匝道，轉入三重縣道32號伊勢磯部線（日语：三重県道32号伊勢磯部線）（御木本道路）朝北約5分鐘，外宮備有停車場。

#### 內宮之四至神
- 從JR東海參宮線、近鐵山田線的伊勢市車站南口（JR側）、鳥羽線宇治山田站轉搭三重交通之巴士，在內宮前下車。
- 自伊勢自動車道伊勢西交流道下匝道轉入三重縣道32號伊勢磯部線（御木本道路）朝南約5分鐘、伊勢交流道（日语：伊勢インターチェンジ）下匝道轉入國道23號朝南約5分鐘，內宮備有停車場。

## 外部連結
- （日語）四至神：皇大神宮所管社 （页面存档备份，存于）
- （日語）四至神：豊受大神宮所管社 （页面存档备份，存于）